# Elsa Stolpe
Elsa Viola Stolpe, född 29 mars 1913 i Skillingmark, Värmlands län, död 6 juni 1994 i Göteborg, var en svensk målare och skulptör.
Hon var dotter till musikern och fiolbyggaren Alfred Theodor Stolpe och Hilda Kristina Nilsson. Stolpe studerade under 1940- och 1950-talet målning och skulptur för konstnärerna Bengt Berglund, Ernst Larsson och Lennart Ason samtidigt studerade hon porslinsmålning vid Bergendahls målarskola i Göteborg, samt genom självstudier under resor till bland annat Österrike, Italien och Spanien samt ett flertal batik och keramikkurser. Separat ställde hon ut i Arvika och på Galerie Christinæ i Göteborg samt medverkat i samlingsutställningar i Danmark, Bryssel och Monte Carlo. Hennes konst består av stilleben, figurmotiv och landskapsmålningar i en naivistisk stil. Stolpe är representerad vid Moderna museet i Palma de Mallorca. Hon är begravd på Stavnäs kyrkogård.